# Skarb borowski
Skarb borowski – tracki skarb złożony z pięciu pasujących do siebie srebrnych, złoconych przedmiotów. Został odkryty pod koniec 1974 roku podczas orki w polu w miejscowości Borowo w Bułgarii.

## Odkrycie
Skarb został odkryty w końcu grudnia 1974 podczas orki około 2 km od wsi Borowo, a 200 metrów od starożytnego kurhanu. Pług poważnie uszkodził przedmioty, ale dzięki rozległym pracom konserwatorskim uszkodzenia są niemal niewidoczne.
Nieznane są dokładne okoliczności ukrycia skarbu, ponieważ w miejscu odkrycia nie było śladów pochówku. Jedna z hipotez mówi o wotywnym charakterze zakopania przedmiotów, jako ofiary dla uspokojenia żywiołów w związku z trzęsieniami ziemi w III w. p.n.e.
Przyjmuje się, że odnalezione przedmioty stanowią tylko część oryginalnego zestawu.

## Datowanie
Inskrypcja na rytonie z protomą sfinksa wskazuje, że skarb mógł być darem dla lokalnego władcy getyckiego od króla Kotysa I, który panował w królestwie trackim w latach 384/383-359 p.n.e. Z tego powodu skarb datuje się na pierwszą połowę IV wieku p.n.e.

## Kontekst: Trakowie w IV w. p.n.e.
Na ziemiach trackich od V w. p.n.e. istniało królestwo założone przez plemię Odrysów. W IV wieku p.n.e. Tracja była areną złożonych przemian politycznych, na które wpływ miały zarówno wewnętrzne ambicje lokalnych władców, jak i zewnętrzne naciski ze strony sąsiednich potęg. Król Kotys I, władający od 384 lub 383 p.n.e., siłą umocnił władzę centralną. Jednakże, po jego śmierci w 359 roku p.n.e., królestwo zostało podzielone między trzech synów, co osłabiło jedność regionu. Wykorzystując tę sytuację, Filip II Macedoński do 340 roku p.n.e. podbił znaczną część Tracji, rozszerzając swoje wpływy na wschód.
Ustrój rodowo-plemienny wspierał gospodarczą siłę lokalnych arystokratów, co miało często szkodliwy wpływ na jedność królestwa. Rosnąca zamożność arystokracji doprowadziła też do zmiany materiałów wykorzystywanych w sztuce: w V i IV w. p.n.e. brąz zostaje wyparty przez srebro i złoto, a blichtr i przepych cieszą się powodzeniem (zob. skarb łukowicki, skarb z Mogiłanskiego Kurhanu we Wracy). 

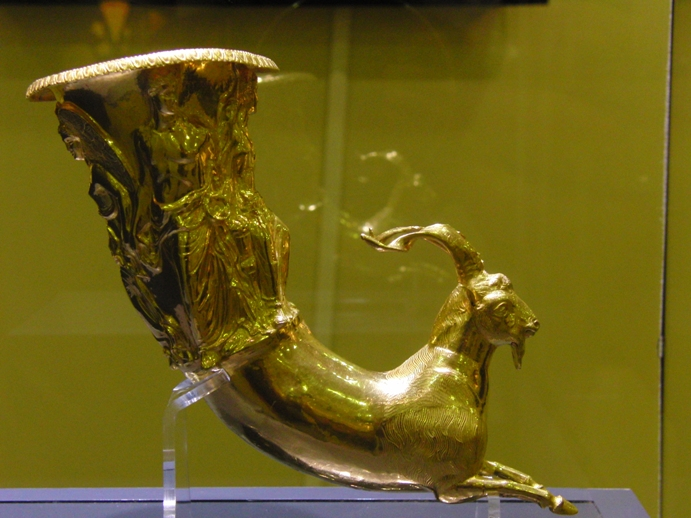
Ryton z protomą kozła ze skarbu panagiurskiego, datowanego na IV/III w. p.n.e.

W obliczu macedońskiej dominacji, lokalni władcy podejmowali próby odzyskania niezależności. Seutes III, jeden z najważniejszych trackich królów, starał się odbudować siłę królestwa Odrysów. Seutes III, choć początkowo sprzeciwiał się siłą macedońskiej dominacji (323 p.n.e., 314 p.n.e.), ostatecznie w 306 p.n.e. uznał zwierzchnictwo Lizymacha. Nie jest znana ani dokładna data śmierci Seutesa III, ani dokładna data rozpadu jego wątłego królestwa. 
W 279 p.n.e. ziemie trackie najeżdża grupa 20 000 Celtów, która w początkowej fazie najazdu stosuje taktykę gwałtownych i niespodziewanych napadów. 
W tym burzliwym okresie sztuka tracka odzwierciedlała zarówno tradycyjne motywy lokalne, jak i wpływy helleńskie, związane tak z ustanowieniem panowania macedońskiego, jak i z bliskością greckich kolonii na wybrzeżu Morza Czarnego. W sztuce trackiej widoczne są też wpływy perskie, które trafiły do Tracji zarówno bezpośrednio, jak i za pośrednictwem helleńskich kolonii. W odpowiedzi na lokalne gusta i zapotrzebowanie arystokracji, toreutyka i jubilerstwo czerpią zarówno z tradycji helleńskiej jak i perskiej, tworząc swego rodzaju eklektyzm.

## Opis

### Charakterystyka i pochodzenie
Skarb borowski został wykonany z uformowanej srebrnej blachy, która następnie została udekorowana i ozdobiona tłoczonymi figurami. 
Istnieją dwie hipotezy co do przeznaczenia naczyń: mogły mieć charakter czysto użytkowy (do spożywania posiłków) lub mieć charakter rytualny, związany z kultem Dionizosa. Badania wykazały, że naczynia były wytworzone w różnych okresach czasu. Inskrypcje na naczyniach są wykonane niedbale, co kontrastuje z wysoką jakością samych przedmiotów. Fakty te wskazują na zestaw naczyń biesiadnych należący do lokalnego władcy, skompletowany z różnych źródeł. 
Trzy naczynia: ryton z protomą konia, ryton z protomą sfinksa i dzbanek posiadają inskrypcję ΚΟΤΥΟΣ ΕΞ ΒΕΟ, wyrytą przy użyciu puncy. Napis ten jest interpretowany jako imię Kotysa I, oraz jako imię rzemieślnika, Etbeosa lub jako odniesienie do lokalnego warsztatu w osadzie Beos. Podobne inskrypcje można znaleźć na dwóch naczyniach z Wracy. 
Jeżeli przyjąć, że inskrypcje odnoszą się do rzemieślnika, Etbeosa, to nie wiadomo, czy był on Trakiem; jednakże, wykonanie przedmiotów świadczy o tym, że był on świadomy trackich tradycji, i że czerpał inspiracje ze sztuki hellenistycznej i perskiej.

### Elementy skarbu
Skarb składa się z zestawu pięciu srebrnych, złoconych przedmiotów:
- Trzech rytonów o różnych rozmiarach i podstawach. Największy ma postać sfinksa, drugi ryton przedstawia konia, a trzeci, najmniejszy, byka. Wszystkie mają postać półfigur.
  - Ryton z protomą sfinksa. W związku z jakością wykonania i doskonałymi proporcjami, Marazow i Foł określają go najpiękniejszym trackim rytonem[24].
  - Ryton z protomą konia wiernie oddaje szczegóły anatomiczne, jak oczy czy nozdrza[6]. Wykorzystanie konia jako protomy dla rytonu jest uznawane za typowo tracki wkład w sztukę dekorowania tych naczyń[25].
  - Dekoracje stylistyczne na rytonie z protomą byka wskazują na perskie wpływy artystyczne[6].
- Dużej, dwuręcznej misy ozdobionej reliefem przedstawiającym jelenia atakowanego przez gryfa[7] - motyw ten jest popularny w sztuce trackiej. Uchwyty ozdobione są głowami satyrów[6]. Misa mogła służyć do przechowywania i serwowania śniegu; Trakowie zimą magazynowali śnieg, a latem korzystali z niego do chłodzenia wina[26].
- Dzbana rytonowego z przedstawieniami bogów ucztujących, scenami z cyklów mitologicznych, m.in. z Dionizosem, Heraklesem, satyrami, gryfami i sfinksami[4][6]. Przedstawienia te mogą odnosić się do trackich rytuałów wiosenno-letnich, mających na celu przywołanie deszczu[27].

Poniższa tabela sumaryzuje wszystkie elementy skarbu zgodnie z informacjami podanymi w katalogu wystawy Skarby Traków w Warszawie w 1976 roku:
| Lp. | Przedmiot                                                 | Wysokość w cm (jeśli podano) | Średnica w cm (jeśli podano) | Tworzywo         |
| --- | --------------------------------------------------------- | ---------------------------- | ---------------------------- | ---------------- |
| 1   | Ryton zakończony protomą konia                            | 20,2                         | -                            | Srebro pozłacane |
| 2   | Ryton zakończony protomą sfinksa                          | 20,2                         | -                            | Srebro pozłacane |
| 3   | Ryton zakończony protomą byka                             | 16,5                         | -                            | Srebro pozłacane |
| 4   | Misa z wyobrażeniem gryfa atakującego łanie               | -                            | 29                           | Srebro pozłacane |
| 5   | Dzbanek ze scenami z obrzędów kultowych ku czci Dionizosa | 18,2                         |                              | Srebro           |

## Wystawy w Bułgarii, w Polsce i na świecie
Na co dzień skarb jest przechowywany w muzeum historycznym w Ruse.
W Polsce skarb był prezentowany w dniach 8 września - 24 października 1976 w Muzeum Archeologicznym w Warszawie. Wystawa pod tytułem Skarby Traków: kultura i sztuka Traków na ziemiach bułgarskich odbyła się w siedzibie muzeum, w budynku Arsenału. Oprócz skarbu borowskiego, na wystawie prezentowane były m.in. skarb panagiurski i skarb wyłczitryński. Na wystawie prezentowana była całość znalezionego skarbu.
W 2015 roku skarb był pokazywany na wystawie sztuki trackiej w Luwrze w Paryżu.

## Galeria

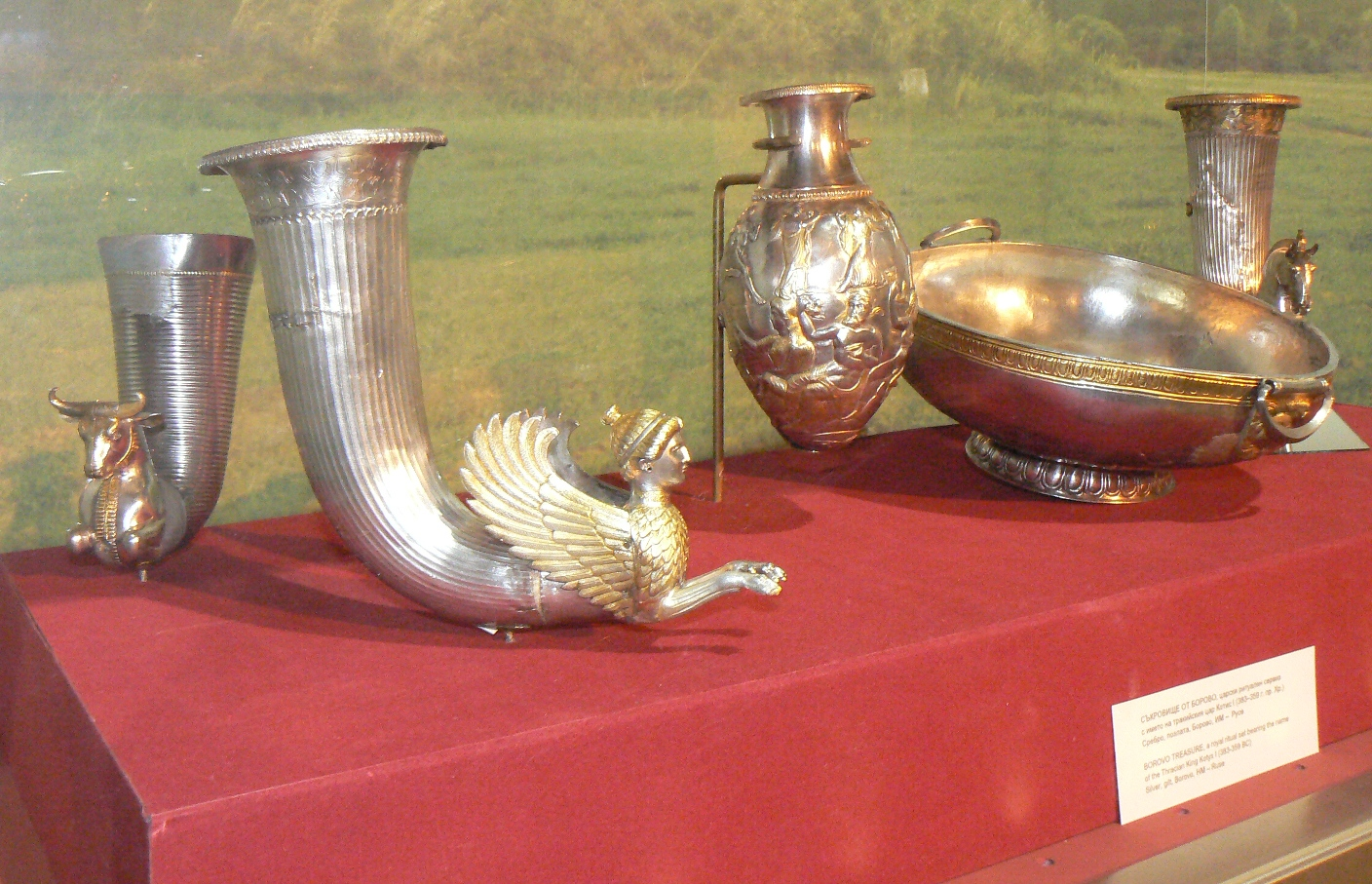
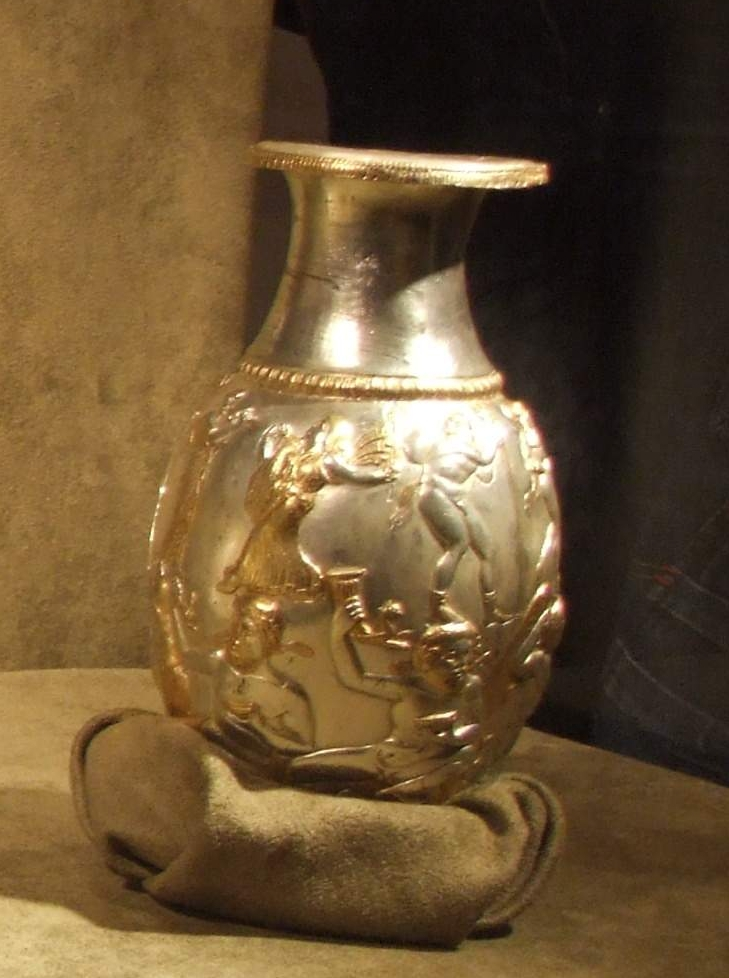
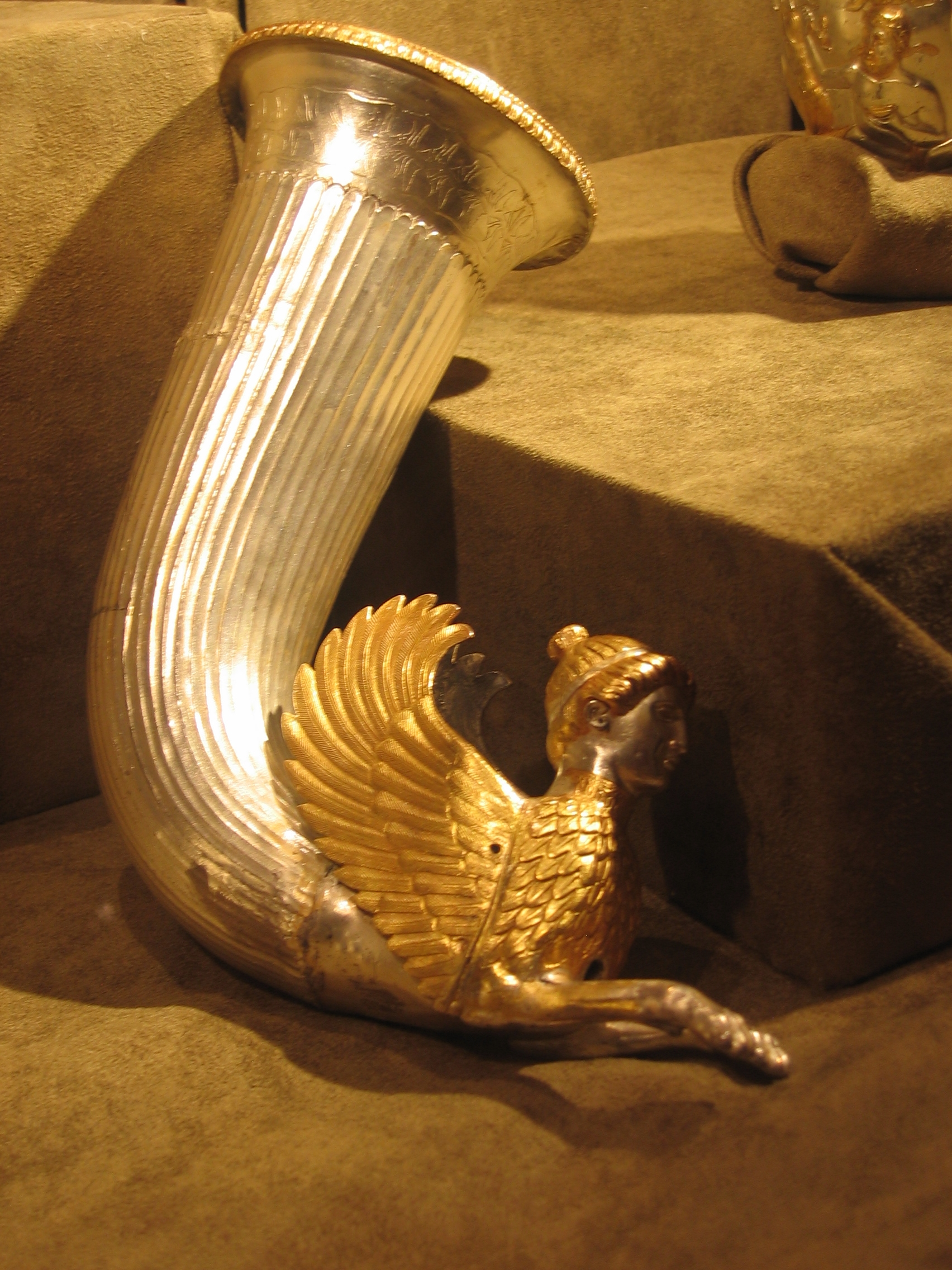
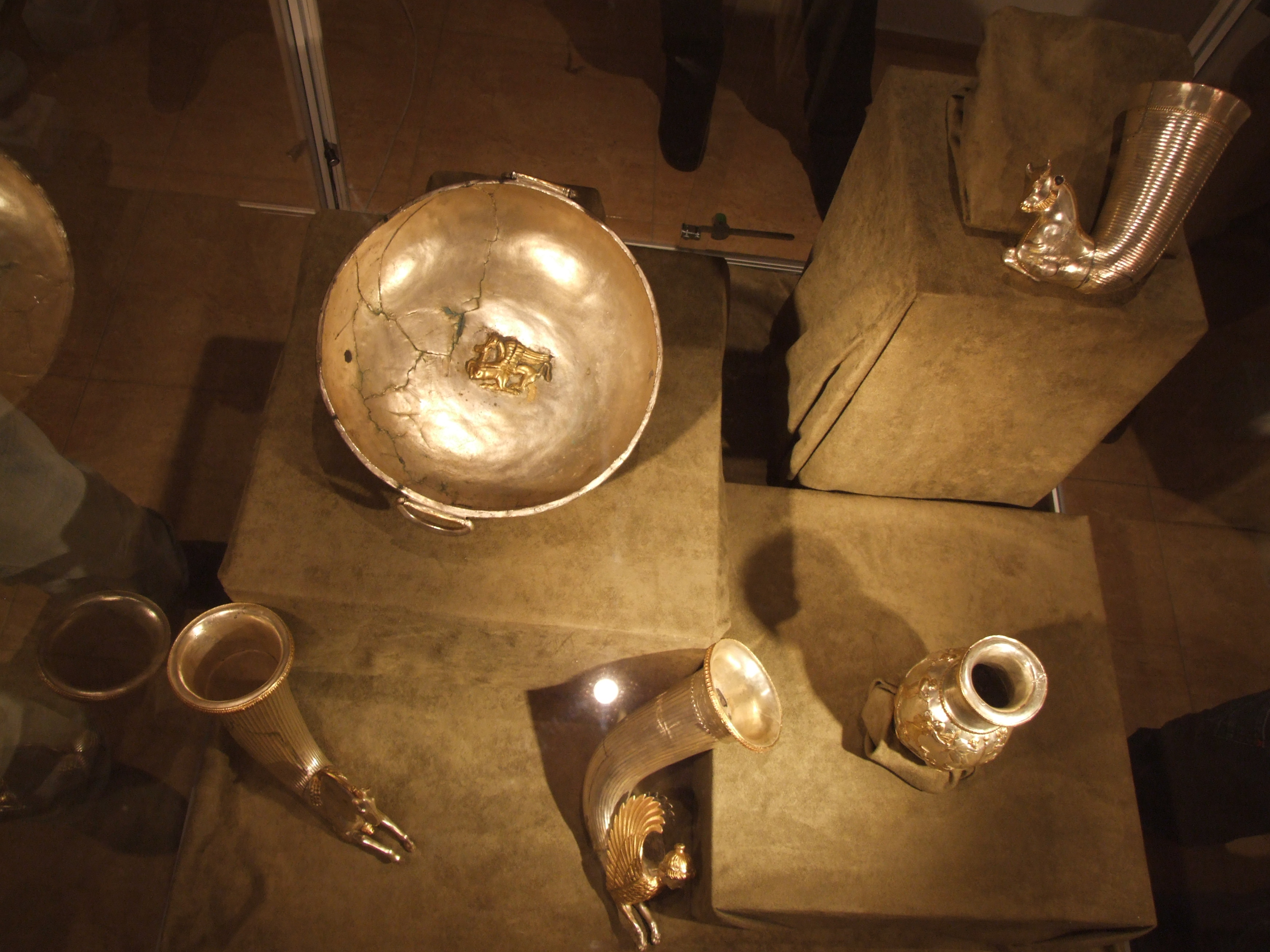